# بانجو كازوي: نيتز آند بولز
بانجو كازوي: نيتز آند بولز (بالإنجليزية: Banjo-Kazooie: Nuts & Bolts)‏ هي لعبة فيديو أكشن-مغامرات تم تطويرها بواسطة راير ونشرتها مايكروسوفت غيم ستوديوز
وهي اللعبة الخامسة في سلسلة بانجو-كازووي، تم إصدارها لأجهزة إكس بوكس 360 في جميع أنحاء العالم في نوفمبر 2008 (وتم إصدارها لاحقًا في اليابان في الشهر التالي). تجري اللعبة بعد ثماني سنوات من أحداث بانجو-تووي، وتمثل عودة سلسلة الخصم غرونتيلدا، التي تخطط للاستيلاء على جبل سبيرال. لهزيمة غرونتيلدا، يجب أن يتنافس أبطال اسلسلة بانجو وكازوي في مجموعة من التحديات القائمة على المركبات.
تدور اللعبة في الغالب حول بناء المركبات، حيث يجب على اللاعب تصميم مركبات مخصصة بما في ذلك السيارات والدراجات النارية والقوارب والطائرات. تتمحور طريقة اللعب نفسها على إكمال سلسلة من التحديات اعتمادًا على السيارة المحددة، على الرغم من أن بعض أجزاء اللعبة تحتفظ بسمات المنصة. بدأ تطوير اللعبة في البداية كإعادة صنع للعبة بانجو-كازووي الأصلية، على الرغم من أن اللعبة التي تتضمن «منصات تقليدية أكثر» تم تصورها. في النهاية، تطور المشروع إلى لعبة بناءة مستوحاة من ربط كتل ليغو.
تلقت اللعبة ملاحظات إيجابية بشكل عام عند الإصدار. انقسم النقاد إلى حد كبير حول مفهوم اللعب الموجه للسيارة، على الرغم من أن بعض النقاد أشادوا بآلياتها وابتكارها. باعت اللعبة ما مجموعه 140.000 وحدة بنهاية عام 2008 في الولايات المتحدة. حققت اللعبة أيضًا حالة «بلاتينيوم هيتز»، مما يعني أنها باعت ما لا يقل عن 400000 وحدة خلال الأشهر التسعة الأولى من إصدارها. في عام 2010 ، تم تضمين اللعبة كأحد العناوين في كتاب ألف لعبة ولعبة فيديو يجب أن تلعبهم قبل أن تموت. تم تضمين اللعبة أيضًا في تجميع راير ريبلاي بأثر رجعي، والذي تم إصداره لجهاز إكس بوكس ون في عام 2015.

## أسلوب اللعب
تتمحور اللعبة حول صناعة المركبات. يجب على اللاعب بناء مركباته الخاصة بعد جمع أجزاء معينة من السيارة. على عكس سابقاتها، لا توجد «حركات» تقليدية يستخدمها بانجو وكازوي، بصرف النظر عن الهجمات المشاجرة التي تؤديها كازوي مع مفتاح ربطها. إن عالم اللعبة المحوري هو شاوداون تاون، والذي يحتوي على بوابات مختلفة تؤدي إلى خمسة عوالم، وفي نهاية اللعبة، جبل سبيرال.[بحاجة لمصدر] يحتوي كل عالم على ستة «أعمال»، أماكن مختلفة للعالم تتضمن تحديات وشخصيات مختلفة. الجزء الرئيسي من اللعبة هو ربح «جيغيز» لفتح عوالم جديدة وفي نهاية المطاف جبل سبيرال، الذي يحتوي على الزعيم النهائي.
يضم مركز شاوداون تاون مصنع لورد أوف غيمز، والذي يوزع «كرات الألعاب» كلما تم الوصول إلى إجمالي جيغي معين. يؤدي وضع الكرات الأرضية على حوامل خاصة إلى فتح عوالم اللعبة. يتميز كل عالم بمجموعة من التحديات، والتي تختلف بين الأعراق والقتال والأهداف مثل القفز المتعرج. تتميز اللعبة أيضًا بقتال المركبات؛ يمكن للاعبين تجهيز مركباتهم بأسلحة لاستخدامها ضد مركبات معادية. سيكافأ اللاعبون الذين تجاوزوا أفضل نتيجة في التحدي بكأس؛ جمع أربعة جوائز سوف يكسبهم جيغي إضافي من الكأس توماس. تظهر كل جيغي المستخرجة من المستويات في وحدات تجميع «جيغ-و-فيند» المنتشرة في الصناديق حول مدينة المواجهة. يجب على اللاعب بيع الجيغيس ونقلها فعليًا إلى جهاز «بنك الجيغي» المركزي للتأثير على إجمالي الجيغيز. يضم شاوداون تاون أيضًا مامبوز موتورز، وهي ورشة عمل حيث يمكن للاعب أن يصمم ويصمم سياراته الخاصة.
تلعب المركبات دورًا بارزًا في اللعبة، لتحل محل الحركات والتحولات التي ظهرت في سابقاتها. يمكن للاعب بناء المركبات بحرية من أكثر من 1600 مكون مختلف متاح، مثل ألواح الهيكل والمحركات والعجلات والأجنحة والمراوح وخزانات الوقود والأسلحة. تشمل أنواع المركبات السيارات والدراجات النارية والقوارب والطائرات. لإنشاء مركبات، يجب على اللاعب جمع أجزاء السيارة والمخططات، والتي يمكن العثور عليها منتشرة في جميع أنحاء العالم المحوري أو ربحها من خلال الفوز بتحديات محددة. يمكن للاعب أيضًا شراء المخططات المحددة مسبقًا وأجزاء السيارة من هومبا مومبا في شاوداون تاون. كان بإمكان اللاعبين إرسال واستقبال المخططات عبر إكس بوكس لايف؛ ومع ذلك، تم إغلاق الخوادم الخاصة بهذا الأمر منذ ذلك الحين.
تحتفظ اللعبة ببعض سمات ألعاب المنصات؛ يجوز للاعب النزول من السيارة واستكشاف البيئة بطريقة مماثلة لتلك التي في الألعاب السابقة.  يمكن للثنائي سيرا على الأقدام والإمساك بالحواف والسباحة تحت الماء والتوازن على حبل مشدود وأداء القفزات الأساسية. يمكن أيضًا استخدام مفتاح ربط كازوي كسلاح اشتباك خارج السيارة، بالإضافة إلى رفع المركبات غير المتوازنة.يتمتع بانجو وكازوي بقوة هجومية وخفة حركة محدودة في البداية، ولكن يمكن للثنائي رفع سرعتهم وقدرتهم على التحمل وقوتهم من خلال زيارة بوقيز جيم في شاوداون تاون. تنتشر الملاحظات الموسيقية حول العوالم الستة للعبة، والتي تُستخدم كعملة للاعب لشراء عناصر معينة مثل المخططات والأجزاء والوصول إلى المركبات المتقدمة. تختلف قيمة النوتات الموسيقية حسب ألوانها (ذهبية، فضية، برونزية). تتميز اللعبة أيضًا بوضع متعدد اللاعبين عبر الإنترنت؛ يمكن للاعبين التنافس في تحديات مثل السباقات والقتال على إكس بوكس لايف.
تتميز اللعبة بمحتوى إضافي مفتوح من خلال استخدام "Stop 'N' Swop"، وهي ميزة تم تقديمها لأول مرة في بانجو-كازووي الأصلية. من خلال جمع ستة بيضات غامضة ومفتاح ثلجي في إكس بوكس لايف آركيد للعبة بانجو-كازووي الأصلية، سيتمكن اللاعبون من العثور على صناديق قطع غيار خاصة بالمركبة في العالم الخارجي لـ نيتز آند بولز، والتي يمكن استخدامها لإلغاء تأمين أجزاء مركبة جديدة، مثل على شكل كرة ديسكو أو نرد غامض. باستخدام عناصر Stop 'N' Swop في إصدار إكس بوكس لايف آركيد من بانجو-تووي أيضًا، يمكن للاعبين الذين اشتروا محتوى دي إل سي «[ لورد أوف غيمز ] تحديات لوستز لوست» الوصول إلى سبعة مخططات مركبة إضافية تم إنشاؤها بواسطة المعجبين الذين فازوا مسابقة تصميم المخطط التي عقدتها شركة راير.

## التقييم
| التقييم |                         |
| --- | ----------------------- |
| مجموع النقاط المجموع نقاط ميتاكريتيك 79/100 نتائج المراجعة نشرة نقاط 1أب.كوم -A يورو غيمر 7/10 غيم إنفورمر 8.5/10 غيم سبوت 8.5/10 غيم سباي غيمز رادار 8/10 غيم تريلرز 6.7/10 جاينت بومب آي جي إن (US) 8.3/10 (UK) 6.5/10 وايرد 5/10 فيديو جيمر.كوم 9/10 |                         |
| مجموع النقاط |                         |
| المجموع | نقاط                    |
| ميتاكريتيك | 79/100                  |
| نتائج المراجعة |                         |
| نشرة | نقاط                    |
| 1أب.كوم | -A                      |
| يورو غيمر | 7/10                    |
| غيم إنفورمر | 8.5/10                  |
| غيم سبوت | 8.5/10                  |
| غيم سباي | 4/5 stars               |
| غيمز رادار | 8/10                    |
| غيم تريلرز | 6.7/10                  |
| جاينت بومب | 5/5 stars               |
| آي جي إن | (US) 8.3/10 (UK) 6.5/10 |
| وايرد | 5/10                    |
| فيديو جيمر.كوم | 9/10                    |

تلقت اللعبة تقييماً إيجابيًا معتدلًا من النقاد. انتقد بعض المجتمع اللعبة لعدم احتوائها على عناصر رئيسية معينة موجودة في الألعاب السابقة ولكن اللعبة تلقت في النهاية تقييمات إيجابية في وقت لاحق. وفقًا لرير، كان التقييم المبكر «متوقعًا». تلقت اللعبة آراء إيجابية في الغالب من النقاد عند إصدارها. إنها حاصلة على متوسط درجات 79/100 من ميتاكريتيك، بناءً على مجموع 71 مراجعة. قوبلت آليات اللعبة القائمة على المركبات بشكوك من العديد من المراجعين. انتقد توم برادويل من يورو غيمر التصميم العام للمركبات والافتقار إلى المنصات التقليدية ووصفها بأنها «غير عادلة»، جنبًا إلى جنب مع «تصميم مهمة ضعيف». صرح بن ريفز من غيم إنفورمر أن هيكل المهمة كان «حقيبة مختلطة»، مؤكدا أن السباق كان متكرر إلى حد كبير و «مشتق». أشاد Tom McShea من غيم سبوت بتنوع هيكل المهمة وبناء المركبات، مشيرًا إلى أن كل «مشكلة» تتطلب التفكير الإبداعي والابتكار. ومع ذلك، انتقد McShea ضوابط وفيزياء بعض المركبات، مما أضاف صعوبة إلى التجربة الكلية. وصف ستيرلنج ماكغارفي من غيم سباي قرار راير «بنقل التركيز بعيدًا عن المنصة» ونحو الإبداع بأنه جريء، لكنه انتقد ميكانيكا اللعبة وقدرتها على المناورة للمركبات الأرضية، على الرغم من أنه أشار إلى أن الطائرات والمروحيات كانت سهلة الاستخدام. علاوة على ذلك، انتقد ماكغارفي قدرة المركبات على المناورة، مشيرًا إلى أنها كانت محبطة بشكل عام لمدى اعتماد اللعبة على الآليات المحرجة.
أشاد براد شوميكر من قنبلة عملاقة بميكانيكا القيادة وبناء المركبات، على الرغم من إحباطه في البداية من عناصر التحكم في اللعبة. أشاد شوميكر بالابتكار الذي قدمته اللعبة، مشيرًا إلى أن بناء المركبات والتنوع الهائل من أنواع المهام من شأنه أن يجذب جميع الجماهير. انتقد أحد مراجعي غيمز رادار أسلوب اللعب العام والميكانيكي، ليكون «معقدًا بشكل يبعث على السخرية» وغير مناسب للعبة بانجو. كما انتقد مراجع غيمز رادار «العادة القديمة» لـ راير في "Collect-a-thons"، مؤكداً أن جميع عناصر اللعبة «تم تجميعها بشكل غير صحيح» وأن جوانب فتح مستويات جديدة يصعب فهمها بسبب العديد من العناصر التي كانت مطلوبة مسبقًا. أعلن أندرو راينر من غيم إنفورمر عن بناء السيارة بأنه «ممتع»، لكنه انتقد «عادة إجبار اللاعب» على جمع كميات كبيرة من العناصر لبناء مركباتهم والتقدم خلال اللعبة. كما انتقد أحد مراجعي غيم تريلرز موضوع المركبات في اللعبة، مشيرًا إلى أن عناصر التحكم والفيزياء الحساسة تضيف تجربة محبطة بشكل عام. أشاد Erik Brudvig من آي جي إن الأمريكية بغياب عناصر النظام الأساسي للعبة، وطلب من محبي لعبة بانجو-كازووي عدم «شطب اللعبة» بسبب التغيير في النوع. كما أعلن برودفيج عن صناعة السيارة بأنها «قوية» وبعمق ميكانيكا اللعبة. انتقد مات ويلز من آي جي إن البريطانية الاتجاه الجديد لنوع اللعبة، ولخص الافتقار إلى عمل المنصة بأنه «مضلل». صرح ويلز بأن ميكانيكا اللعبة وبناء المركبات «فشلت فشلاً ذريعاً» بسبب عدم وجود إطار عمل «جذاب بشكل أساسي» لدعم العناصر الإبداعية للعبة. أشاد Tom Orry من فيديو جيمر.كوم بالتصميم المعقد للمركبات وذكر أنه كان الجانب الأكثر مكافأة في اللعبة. انتقد كريس كوهلر من وايرد بشدة الميكانيكا والتحديات والنوع الجديد من اللعبة، واعتبر التجربة الشاملة «رمل مخيب للآمال ومبسط». أضاف كوهلر أيضًا أن مهام السباق كانت «مملة» ومحبطة، مشيرًا إلى نفس الشيء بالنسبة لتخصيص السيارة. في مراجعة بأثر رجعي، صرح ديفيد روبرتس من غيمز رادار أن نيتز آند بولز «وضعت الأساس» للألعاب المستقبلية التي تدور حول الإنشاءات، مثل فول أوت 4 وكيربال سبيس بروجرام.
باعت بانجو كازوي: نيتز آند بولز ما مجموعه 140.000 وحدة بنهاية عام 2008 في الولايات المتحدة. حققت اللعبة أيضًا حالة "Platinum Hits"، مما يعني أنها باعت 400000 وحدة على الأقل خلال الأشهر التسعة الأولى من إصدارها. كما تجاوزت اللعبة 100000 وحدة في المملكة المتحدة. في عام 2010، تم تضمين اللعبة كواحد من العناوين في كتاب 1001 ألعاب الفيديو التي يجب أن تلعبها قبل أن تموت.
في عام 2019، اعترف الملحن Grant Kirkhope باستقبال اللعبة المستقطب وتحدث، مدعيا أنها لعبة جيدة وتسبق معظم الألعاب الأخرى التي تنطوي على ميكانيكا البناء، لكنه اعتقد أيضًا أنه كان ينبغي أن تكون ملكية فكرية خاصة به وليس مشاركة في لعبة بانجو-كازووي.